# Campbell (Florida)
Campbell és una concentració de població designada pel cens dels Estats Units a l'estat de Florida. Segons el cens del 2000 tenia 2.677 habitants.

## Demografia
Segons el cens del 2000, Campbell tenia 2.677 habitants, 1.352 habitatges, i 686 famílies. La densitat de població era de 552,7 habitants per km².
Dels 1.352 habitatges en un 11,9% hi vivien nens de menys de 18 anys, en un 41,6% hi vivien parelles casades, en un 7% dones solteres, i en un 49,2% no eren unitats familiars. En el 46,4% dels habitatges hi vivien persones soles el 39,7% de les quals corresponia a persones de 65 anys o més que vivien soles. El nombre mitjà de persones vivint en cada habitatge era d'1,87 i el nombre mitjà de persones que vivien en cada família era de 2,58.
Per edats la població es repartia de la següent manera: un 13,3% tenia menys de 18 anys, un 3,5% entre 18 i 24, un 14,5% entre 25 i 44, un 16% de 45 a 60 i un 52,7% 65 anys o més.
L'edat mediana era de 67 anys. Per cada 100 dones de 18 o més anys hi havia 65,5 homes.
La renda mediana per habitatge era de 26.373 $ i la renda mediana per família de 34.063 $. Els homes tenien una renda mediana de 26.250 $ mentre que les dones 24.609 $. La renda per capita de la població era de 18.721 $. Entorn del 12,9% de les famílies i el 13,5% de la població estaven per davall del llindar de pobresa.

## Poblacions més properes
El següent diagrama mostra les poblacions més properes.